# Kerry Washington
Kerry Marisa Washington, född 31 januari 1977 i Bronx i New York, är en amerikansk skådespelare, producent och regissör.
Washington är bland annat känd för sina roller som Ray Charles fru Della Bea Robinson i filmen Ray (2004) och Idi Amins fru Kay i The Last King of Scotland (2006). Hon spelar även rollen som Alicia Masters i superhjältefilmerna om Fantastic Four. Sedan 2012 spelar hon huvudrollen Olivia Pope i dramaserien Scandal.
2008 var hon en av de kändisar som medverkade i will.i.ams video We Are the Ones som skapades för att stödja Barack Obamas valkampanj.

## Filmografi i urval
- 2001 – Save the Last Dance
- 2002 – Bad Company
- 2003 – The United States of Leland
- 2003 – The Human Stain
- 2004 – Against the Ropes
- 2004 – She Hate Me
- 2001 – Ray
- 2005 – Mr. & Mrs. Smith
- 2005 – Fantastic Four
- 2005–2006 – Boston Legal (TV-serie)
- 2006 – The Last King of Scotland
- 2006 – Little Man
- 2006 – The Dead Girl
- 2007 – Fantastic Four: Rise of the Silver Surfer
- 2007 – I Think I Love My Wife
- 2008 – Lakeview Terrace
- 2008 – Miraklet vid St. Anna
- 2009 – Mother and Child
- 2010 – Black Panther (TV-serie)
- 2011 – The Details
- 2012 – A Thousand Words
- 2012–2018 – Scandal (TV-serie)
- 2012 – Django Unchained
- 2013 – Peeples
- 2020 – Små eldar överallt (TV-serie)
- 2024 – Six Triple Eight
- 2025 – Wake Up Dead Man: A Knives Out Mystery